# Buchstabe

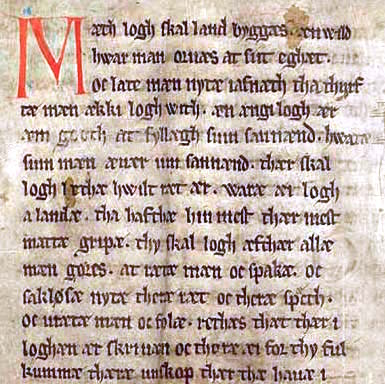
Ansicht einer Miniatur mit Majuskeln und Minuskeln

Ein Buchstabe ist ein Schriftzeichen, das in einer Alphabetschrift verwendet wird. Die Gesamtheit der Buchstaben einer Phonem-basierten Schriftsprache ergibt ein Alphabet, wobei die Laute (Phoneme) in Gestalt von Zeichen (Graphemen) fixiert werden. In vielen Schriften werden Großbuchstaben (Majuskeln) und Kleinbuchstaben (Minuskeln) unterschieden.
Insbesondere gedruckte Buchstaben werden auch als Lettern bezeichnet (von lateinisch littera „Buchstabe“), wie auch die Drucktypen (Letter) in der Zeit des Bleisatzes.

## Etymologie
Das Wort entstand wahrscheinlich aus den germanischen, zum Los bestimmten Runenstäbchen (*bōks). Diese als Runen bezeichnete Schriftzeichen wurden damals oft mittels Punzieren in Waffen, aber auch in Stäbchen aus dem harten und schweren Holz der Buche geritzt. Die derart beschriebenen Stäbchen benutzten die Germanen als Orakel für wichtige Entscheidungen und nach einer Theorie leitet sich deshalb das Wort „Buchstabe“ von diesen kultisch bedeutsamen Buchenstäbchen ab. Nach einer anderen Theorie geht der Ausdruck „Stab“ auf den kräftigen Zentralstrich der Runen zurück, mit dem sie jeweils gebildet werden.
Die Verbindung zwischen „Buche“ und „Buchstabe“ wird dabei aus sachlichen Gründen angezweifelt, denn der Ausdruck „Buchstabe“ sei für die im Buch verwendeten lateinischen Schriftzeichen verwendet worden, nicht aber für die germanischen Runenzeichen, die im Altnordischen beispielsweise „stafr“ und „rūnastafr“ hießen.

## Buchstabieren
Beim Buchstabieren von schwierigen oder seltenen Wörtern oder Eigennamen der geschriebenen Sprache, aber auch bei Funk- und Fernsprechverbindungen, greift man zur Vermeidung von Fehlern und Falschübermittlungen auf das Hilfsmittel der Buchstabiertafel zurück: Wörter, deren Anfangsbuchstabe für den genannten Buchstaben steht, ersetzen hier einzelne Buchstaben.